# Lista circuitelor de Formula 1

Locația circuitelor care au găzduit Mari Premii

Formula 1, abreviat F1, este clasa superioară în cursele auto cu monoposturi, definită de Federația Internațională de Automobilism (FIA), organul conducător al sporturilor cu motor. Cuvântul "Formula" din denumire se referă la un set de reguli cărora toți participanții și vehiculele trebuie să se conformeze. Sezonul Campionatului Mondial de F1 constă dintr-o serie de curse, cunoscute ca Mari Premii (Grands Prix), ce se desfășoară pe circuite speciale, sau în unele cazuri pe străzi închise ale orașelor. Cel mai cunoscut Mare Premiu este Marele Premiu al Principatului Monaco, din Monte Carlo. Rezultatele tuturor curselor sunt combinate pentru a determina doi campioni anuali, campionul la piloți și campionul la constructori.
Primul Mare Premiu al Campionatului Mondial s-a ținut în 1950 la Silverstone; de atunci, 76 de circuite au mai găzduit Mari Premii. Mai multe circuite cum ar fi Nürburgring, au găzduit Mari Premii utilizând diferite configurații. Prima cursă la Nürburgring a folosit configurația de 22,835 km, dar îngrijorările legate de siguranță au rezultat ca Marile Premii recente să folosească un circuit mai scurt, dar mai sigur. În primii ani ai campionatului de Formula 1, circuitele se aflau predominant în Europa. Pe măsură ce sportul și-a extins aria de practicare, s-au înmulțit și circuitele în întreaga lume. Extinderea în Asia și America este un fenomen mai recent. Din cele 22 de circuite care au găzduit Mari Premii în 2012, aproape jumătate nu au existat pe calendarul F1 înainte de 1999.
Circuitul Monza a găzduit cele mai multe Mari Premii; unicul sezon în care cursa nu s-a ținut pe el, a fost în 1980, când Marele Premiu al Italiei s-a desfășurat pe Autodromo Enzo e Dino Ferrari. Autodromul Soci a devenit al 70-lea circuit care găzduiește un Mare Premiu, când pe el s-a ținut Marele Premiu al Rusiei în 2014. Cel mai lung circuit ce a găzduit un Mare Premiu este Circuitul Pescara, care a fost gazdă la Marele Premiu al Pescarei din 1957. Pe lungimea de 25,800 km a circuitului din Pescara, Italia, se ținea anual cursa Coppa Acerbo. În 1957, el a fost inclus ca parte a Campionatului Mondial de F1, cursă pe care Stirling Moss a câștigat-o.
Așa cum multe circuite au găzduit Mari Premii utilizând diferite configurații, în tabelul de mai jos este prezentată cea mai recentă configurație.

## Circuite
| double-dagger | Circuit care are contract pentru a găzdui un Mare Premiu în sezonul 2024 |

- Coloana "Harta" prezintă diagrama configurației circuitului.
- Coloana "Tip" se referă la tipul circuitului. Există circuite stradale, ce se țin pe străzi ale orașelor, închise temporar. ″Drum″ se referă la un amestec de drumuri publice și șosele, iar ″Pistă″ sunt circuite permanente special amenajate.

| Circuit                               | Harta                          | Tip    | Direcția                              | Locația                          | Lungime   | Mare Premiu                                                                                                  | Sezoane | Mari Premii ținute |
| ------------------------------------- | ------------------------------ | ------ | ------------------------------------- | -------------------------------- | --------- | --- | --- | ------------------ |
| Circuitul Adelaide                    | Adelaide                       | Stradă | Sens orar                             | Adelaide, Australia              | 3,780 km  | Marele Premiu al Australiei                                                                                  | 1985–1995 | 11                 |
| Circuitul Ain-Diab                    | Ain-Diab                       | Drum   | Sens orar                             | Casablanca, Maroc                | 7,618 km  | Marele Premiu al Marocului                                                                                   | 1958 | 1                  |
| Aintree                               | Aintree                        | Drum   | Sens orar                             | Liverpool, Marea Britanie        | 4,828 km  | Marele Premiu al Marii Britanii                                                                              | 1955, 1957, 1959, 1961–1962                                                                                    | 5                  |
| Circuitul Albert Park                 | Albert Park                    | Stradă | Sens orar                             | Melbourne, Australia             | 5,279 km  | Marele Premiu al Australiei                                                                                  | 1996–2019, 2022-2024                                                                                           | 27                 |
| Circuitul Internațional Algarve       | Autódromo de Algarve           | Pistă  | Sens orar                             | Portimão, Portugalia             | 4,648 km  | Marele Premiu al Portugaliei                                                                                 | 2020–2021 | 2                  |
| Circuitul Americilor                  | Austin                         | Pistă  | Sens antiorar                         | Austin, Texas, Statele Unite     | 5,513 km  | Marele Premiu al Statelor Unite                                                                              | 2012-2019, 2021-2024                                                                                           | 12                 |
| Circuitul Anderstorp                  | Anderstorp                     | Pistă  | Sens orar                             | Anderstorp, Suedia               | 4,031 km  | Marele Premiu al Suediei                                                                                     | 1973–1978 | 6                  |
| AVUS                                  | AVUS                           | Stradă | Sens antiorar                         | Berlin, Germania                 | 8,300 km  | Marele Premiu al Germaniei                                                                                   | 1959 | 1                  |
| Circuitul Internațional Bahrain       | Bahrain                        | Pistă  | Sens orar                             | Sakhir, Bahrain                  | 5,412 km  | Marele Premiu al Bahrainului Marele Premiu al Sakhirului                                                     | 2004–2010, 2012–2024                                                                                           | 21                 |
| Circuitul orașului Baku               | Baku                           | Stradă | Sens antiorar                         | Baku, Azerbaidjan                | 6,003 km  | Marele Premiu al Azerbaidjanului Marele Premiu al Europei                                                    | 2016, 2017–2019, 2021-2024                                                                                     | 8                  |
| Circuito da Boavista                  | Boavista                       | Stradă | Sens antiorar                         | Porto, Portugalia                | 7,775 km  | Marele Premiu al Portugaliei                                                                                 | 1958, 1960 | 2                  |
| Brands Hatch                          | Brands Hatch                   | Pistă  | Sens orar                             | Kent, Marea Britanie             | 3,703 km  | Marele Premiu al Marii Britanii Marele Premiu al Europei                                                     | 1964, 1966, 1968, 1970, 1972, 1974, 1976, 1978, 1980, 1982–1986                                                | 14                 |
| Circuitul Bremgarten                  | Bremgarten                     | Drum   | Sens orar                             | Bremgarten, Elveția              | 7,208 km  | Marele Premiu al Elveției                                                                                    | 1950–1954 | 5                  |
| Circuitul Internațional Buddh         | Circuitul Jaypee               | Pistă  | Sens orar                             | Greater Noida, India             | 5,141 km  | Marele Premiu al Indiei                                                                                      | 2011-2013 | 3                  |
| Circuitul Bugatti                     | Bugatti                        | Pistă  | Sens orar                             | Le Mans, Franța                  | 4,273 km  | Marele Premiu al Franței                                                                                     | 1967 | 1                  |
| Caesars Palace                        | Caesars Palace                 | Stradă | Sens antiorar                         | Las Vegas, Statele Unite         | 3,650 km  | Marele Premiu al Las Vegasului                                                                               | 1981–1982 | 2                  |
| Canadian Tire Motorsport Park         | Mosport                        | Pistă  | Sens orar                             | Bowmanville, Canada              | 3,957 km  | Marele Premiu al Canadei                                                                                     | 1967, 1969, 1971–1977                                                                                          | 8                  |
| Circuitul Catalunya                   | Catalunya                      | Pistă  | Sens orar                             | Montmeló, Spania                 | 4,675 km  | Marele Premiu al Spaniei                                                                                     | 1991–2024 | 34                 |
| Circuitul Charade                     | Charade                        | Drum   | Sens orar                             | Clermont-Ferrand, Franța         | 8,055 km  | Marele Premiu al Franței                                                                                     | 1965, 1969–1970, 1972                                                                                          | 4                  |
| Circuitul Internațional Coreea        | Korea International Circuit    | Pistă  | Sens antiorar                         | Yeongam, Coreea de Sud           | 5,615 km  | Marele Premiu al Coreei                                                                                      | 2010–2013 | 4                  |
| Circuitul Stradal Detroit             | Detroit                        | Stradă | Sens antiorar                         | Detroit, Statele Unite           | 4,168 km  | Marele Premiu al de la Detroit                                                                               | 1982–1988 | 7                  |
| Dijon-Prenois                         | Dijon-Prenois                  | Pistă  | Sens orar                             | Dijon, Franța                    | 3,886 km  | Marele Premiu al Franței Marele Premiu al Elveției                                                           | 1974, 1977, 1979, 1981–1982, 1984                                                                              | 6                  |
| Circuitul Stradal Djedda              | Circuitul Stradal Djedda       | Stradă | Sens antiorar                         | Djedda, Arabia Saudită           | 6,175 km  | Marele Premiu al Arabiei Saudite                                                                             | 2021-2024 | 4                  |
| Donington Park                        | Donington Park                 | Pistă  | Sens orar                             | Leicestershire, Marea Britanie   | 4,020 km  | Marele Premiu al Europei                                                                                     | 1993 | 1                  |
| Autodromo Enzo e Dino Ferrari         | Imola                          | Pistă  | Sens antiorar                         | Imola, Italia                    | 4,909 km  | Marele Premiu al Italiei Marele Premiu al statului San Marino Marele Premiu al Emiliei-Romagna               | 1980–2006, 2020–2022, 2024                                                                                     | 31                 |
| Circuitul Estoril                     | Estoril                        | Pistă  | Sens orar                             | Estoril, Portugalia              | 4,182 km  | Marele Premiu al Portugaliei                                                                                 | 1984–1996 | 13                 |
| Fair Park                             | Fair Park                      | Stradă | Sens antiorar                         | Dallas, Statele Unite            | 3,901 km  | Marele Premiu de la Dallas                                                                                   | 1984 | 1                  |
| Circuitul Internațional Fuji          | Fuji                           | Pistă  | Sens orar                             | Shizuoka, Japonia                | 4,563 km  | Marele Premiu al Japoniei                                                                                    | 1976–1977, 2007–2008                                                                                           | 4                  |
| Circuitul Gilles Villeneuve           |                                | Stradă | Sens orar                             | Montreal, Canada                 | 4,361 km  | Marele Premiu al Canadei                                                                                     | 1978–1986, 1988–2008, 2010–2019, 2022-2024                                                                     | 43                 |
| Autódromo Hermanos Rodríguez          | Autódromo Hermanos Rodríguez   | Pistă  | Sens orar                             | Ciudad de México, Mexic          | 4,304 km  | Marele Premiu al Mexicului Marele Premiu de la Ciudad de México                                              | 1963–1970, 1986–1992, 2015–2019, 2021-2024                                                                     | 24                 |
| Hockenheimring                        | Hockenheimring                 | Pistă  | Sens orar                             | Hockenheim, Germania             | 4,574 km  | Marele Premiu al Germaniei                                                                                   | 1970, 1977–1984, 1986–2006, 2008, 2010, 2012, 2014, 2016, 2018-2019                                            | 37                 |
| Hungaroring                           |                                | Pistă  | Sens orar                             | Budapesta, Ungaria               | 4,381 km  | Marele Premiu al Ungariei                                                                                    | 1986–2024 | 39                 |
| Circuitul Indianapolis                | Indianapolis Motor Speedway    | Pistă  | Sens orar Sens antiorar (pista ovală) | Speedway, Statele Unite          | 4,192 km  | Indianapolis 500 Marele Premiu al Statelor Unite                                                             | 1950–1960, 2000–2007                                                                                           | 19                 |
| Circuitul Interlagos                  | Interlagos                     | Pistă  | Sens antiorar                         | São Paulo, Brazilia              | 4,309 km  | Marele Premiu al Braziliei Marele Premiu de la São Paulo                                                     | 1973–1977, 1979–1980, 1990–2019, 2021-2024                                                                     | 41                 |
| Istanbul Park                         | Istanbul Park                  | Pistă  | Sens antiorar                         | Istanbul, Turcia                 | 5,338 km  | Marele Premiu al Turciei                                                                                     | 2005–2011, 2020–2021                                                                                           | 9                  |
| Autódromo Internacional Nelson Piquet | Nelson Piquet                  | Pistă  | Sens antiorar                         | Rio de Janeiro, Brazilia         | 5,031 km  | Marele Premiu al Braziliei                                                                                   | 1978, 1981–1989                                                                                                | 10                 |
| Circuito del Jarama                   | Jarama                         | Pistă  | Sens orar                             | Jarama, Spania                   | 3,404 km  | Marele Premiu al Spaniei                                                                                     | 1968, 1970, 1972, 1974, 1976–1979, 1981                                                                        | 9                  |
| Circuito de Jerez                     | Jerez                          | Pistă  | Sens orar                             | Jerez de la Frontera, Spania     | 4,428 km  | Marele Premiu al Spaniei Marele Premiu al Europei                                                            | 1986–1990, 1994, 1997                                                                                          | 7                  |
| Autódromo Juan y Oscar Gálvez         | Autódromo Oscar Alfredo Gálvez | Pistă  | Sens orar                             | Buenos Aires, Argentina          | 4,206 km  | Marele Premiu al Argentinei                                                                                  | 1953–1958, 1960, 1972–1975, 1977–1981, 1995–1998                                                               | 20                 |
| Kyalami                               | Kyalami                        | Pistă  | Sens antiorar                         | Midrand, Africa de Sud           | 4,200 km  | Marele Premiu al Africii de Sud                                                                              | 1967–1980, 1982–1985, 1992–1993                                                                                | 20                 |
| Las Vegas                             | Las Vegas                      | Stradă | Sens antiorar                         | Las Vegas, Statele Unite         | 6,201 km  | Marele Premiu al Las Vegasului                                                                               | 2023-2024 | 2                  |
| Circuitul Stradal Long Beach          | Long Beach                     | Stradă | Sens orar                             | Long Beach, Statele Unite        | 3,251 km  | Marele Premiu al Statelor Unite                                                                              | 1976–1983 | 8                  |
| Lusail                                | Lusail                         | Pistă  | Sens orar                             | Doha, Qatar                      | 5,380 km  | Marele Premiu al Qatarului                                                                                   | 2021, 2023-2024                                                                                                | 3                  |
| Circuit de Nevers Magny-Cours         | Magny-Cours                    | Pistă  | Sens orar                             | Nevers, Franța                   | 4,411 km  | Marele Premiu al Franței                                                                                     | 1991–2008 | 18                 |
| Circuitul Marina Bay                  | Marina Bay                     | Stradă | Sens antiorar                         | Singapore                        | 5,063 km  | Marele Premiu al statului Singapore                                                                          | 2008–2019, 2022-2024                                                                                           | 15                 |
| Autodromul Internațional Miami        | Miami                          | Stradă | Sens antiorar                         | Miami, Statele Unite             | 5,410 km  | Marele Premiu de la Miami                                                                                    | 2022-2024 | 3                  |
| Circuitul Monsanto                    | Monsanto Park                  | Stradă | Sens orar                             | Lisabona, Portugalia             | 5,440 km  | Marele Premiu al Portugaliei                                                                                 | 1959 | 1                  |
| Circuitul Monaco                      | Monaco                         | Stradă | Sens orar                             | Monte Carlo, Monaco              | 3,337 km  | Marele Premiu al Principatului Monaco                                                                        | 1950, 1955–2019, 2021-2024                                                                                     | 70                 |
| Circuitul Montjuïc                    | Montjuic circuit               | Stradă | Sens antiorar                         | Barcelona, Spania                | 3,791 km  | Marele Premiu al Spaniei                                                                                     | 1969, 1971, 1973, 1975                                                                                         | 4                  |
| Circuitul Mont-Tremblant              | Mont-Tremblant                 | Pistă  | Sens orar                             | Mont-Tremblant, Canada           | 4,265 km  | Marele Premiu al Canadei                                                                                     | 1968, 1970 | 2                  |
| Circuitul Monza                       | Monza                          | Pistă  | Sens orar                             | Monza, Italia                    | 5,793 km  | Marele Premiu al Italiei                                                                                     | 1950–1979, 1981–2024                                                                                           | 74                 |
| Circuitul Mugello                     | Mugello                        | Pistă  | Sens orar                             | Scarperia e San Piero, Italia    | 5,245 km  | Marele Premiu al Toscanei                                                                                    | 2020 | 1                  |
| Nivelles-Baulers                      | Nivelles-Baulers               | Pistă  | Sens orar                             | Nivelles, Belgia                 | 3,724 km  | Marele Premiu al Belgiei                                                                                     | 1972, 1974 | 2                  |
| Nürburgring                           | Nurburgring                    | Pistă  | Sens orar                             | Nürburg, Germania                | 5,148 km  | Marele Premiu al Germaniei Marele Premiu al Europei Marele Premiu al Luxemburgului Marele Premiu de la Eifel | 1951–1954, 1956–1958, 1961–1969, 1971–1976, 1984–1985, 1995–2007, 2009, 2011, 2013, 2020                       | 41                 |
| Circuitul Internațional Okayama       | Okayama                        | Pistă  | Sens orar                             | Aida, Japonia                    | 3,703 km  | Marele Premiu al Pacificului                                                                                 | 1994–1995 | 2                  |
| Circuitul Paul Ricard                 | Paul Ricard                    | Pistă  | Sens orar                             | Castellet, Franța                | 5,842 km  | Marele Premiu al Franței                                                                                     | 1971, 1973, 1975–1976, 1978, 1980, 1982–1983, 1985–1990, 2018–2019, 2021-2022                                  | 18                 |
| Circuitul Pedralbes                   | Pedralbes                      | Stradă | Sens orar                             | Barcelona, Spania                | 6,316 km  | Marele Premiu al Spaniei                                                                                     | 1951, 1954 | 2                  |
| Circuitul Pescara                     |                                | Drum   | Sens orar                             | Pescara, Italia                  | 25,800 km | Marele Premiu al Pescarei                                                                                    | 1957 | 1                  |
| Circuitul Stradal Phoenix             | Phoenix                        | Stradă | Sens antiorar                         | Phoenix, Statele Unite           | 3,720 km  | Marele Premiu al Statelor Unite                                                                              | 1989–1991 | 3                  |
| Circuitul Prințului George            | Prințul George                 | Pistă  | Sens orar                             | East London, Africa de Sud       | 3,920 km  | Marele Premiu al Africii de Sud                                                                              | 1962–1963, 1965                                                                                                | 3                  |
| Red Bull Ring                         | Austria                        | Pistă  | Sens orar                             | Zeltweg, Austria                 | 4,318 km  | Marele Premiu al Austriei Marele Premiu al Stiriei                                                           | 1970–1987, 1997–2003, 2014-2024                                                                                | 38                 |
| Reims-Gueux                           | Reims-Gueux                    | Drum   | Sens orar                             | Reims, Franța                    | 8,302 km  | Marele Premiu al Franței                                                                                     | 1950–1951, 1953–1954, 1956, 1958–1961, 1963, 1966                                                              | 11                 |
| Circuitul Internațional Riverside     | Riverside                      | Pistă  | Sens orar                             | Riverside, Statele Unite         | 5,271 km  | Marele Premiu al Statelor Unite                                                                              | 1960 | 1                  |
| Rouen-Les-Essarts                     | Rouen-Les-Essarts              | Drum   | Sens orar                             | Rouen, Franța                    | 6,542 km  | Marele Premiu al Franței                                                                                     | 1952, 1957, 1962, 1964, 1968                                                                                   | 5                  |
| Circuitul Internațional Sebring       | Sebring                        | Drum   | Sens orar                             | Sebring, Statele Unite           | 8,356 km  | Marele Premiu al Statelor Unite                                                                              | 1959 | 1                  |
| Circuitul Internațional Sepang        | Sepang                         | Pistă  | Sens orar                             | Kuala Lumpur, Malaezia           | 5,543 km  | Marele Premiu al Malaeziei                                                                                   | 1999–2017 | 19                 |
| Circuitul Internațional Shanghai      | Shanghai                       | Pistă  | Sens orar                             | Shanghai, China                  | 5,451 km  | Marele Premiu al Chinei                                                                                      | 2004–2019, 2024                                                                                                | 17                 |
| Circuitul Silverstone                 | Silverstone                    | Pistă  | Sens orar                             | Silverstone, Regatul Unit        | 5,891 km  | Marele Premiu al Marii Britanii Marele Premiu al Aniversării de 70 de ani                                    | 1950–1954, 1956, 1958, 1960, 1963, 1965, 1967, 1969, 1971, 1973, 1975, 1977, 1979, 1981, 1983, 1985, 1987–2024 | 59                 |
| Autodromul Soci                       | Soci                           | Pistă  | Sens orar                             | Soci, Rusia                      | 5,872 km  | Marele Premiu al Rusiei                                                                                      | 2014-2021 | 8                  |
| Circuitul Spa-Francorchamps           | Spa-Francorchamps              | Pistă  | Sens orar                             | Spa, Belgia                      | 7,004 km  | Marele Premiu al Belgiei                                                                                     | 1950–1956, 1958, 1960–1968, 1970, 1983, 1985–2002, 2004–2005, 2007–2024                                        | 57                 |
| Circuitul Suzuka                      | Suzuka                         | Pistă  | Ambele                                | Suzuka, Japonia                  | 5,807 km  | Marele Premiu al Japoniei                                                                                    | 1987–2006, 2009–2019, 2022-2024                                                                                | 34                 |
| Circuitul Stradal Valencia            |                                | Stradă | Sens orar                             | Valencia, Spania                 | 5,419 km  | Marele Premiu al Europei                                                                                     | 2008–2012 | 5                  |
| Watkins Glen                          | Watkins Glen                   | Pistă  | Sens orar                             | Watkins Glen, Statele Unite      | 5,430 km  | Marele Premiu al Statelor Unite                                                                              | 1961–1980 | 20                 |
| Circuitul Yas Marina                  | Yas Marina                     | Pistă  | Sens antiorar                         | Abu Dhabi, Emiratele Arabe Unite | 5,281 km  | Marele Premiu de la Abu Dhabi                                                                                | 2009–2024 | 16                 |
| Circuitul Zandvoort                   | Zandvoort                      | Pistă  | Sens orar                             | Zandvoort, Țările de Jos         | 4,259 km  | Marele Premiu al Țărilor de Jos                                                                              | 1952–1953, 1955, 1958–1971, 1973–1985, 2021-2024                                                               | 34                 |
| Zeltweg Airfield                      | Zeltweg                        | Drum   | Sens orar                             | Zeltweg, Austria                 | 3,186 km  | Marele Premiu al Austriei                                                                                    | 1964 | 1                  |
| Circuitul Zolder                      | Zolder                         | Pistă  | Sens orar                             | Heusden-Zolder, Belgia           | 4,262 km  | Marele Premiu al Belgiei                                                                                     | 1973, 1975–1982, 1984                                                                                          | 10                 |